# Phineas en Ferb
Phineas & Ferb is een Amerikaanse animatieserie gecreëerd door Dan Povenmire en Jeff "Swampy" Marsh. De serie werd in de Verenigde Staten van 17 augustus 2007 tot 12 juni 2015 uitgezonden op Disney Channel en Disney XD, en wordt nog steeds herhaald. De serie was in Nederland in nagesynchroniseerde vorm voor het eerst te zien op 1 februari 2008 bij Jetix (wat in 1 januari 2010 Disney XD werd) en op 3 oktober 2009 en 1 november 2009 bij respectievelijk de Nederlandse Disney Channel en de Vlaamse Disney Channel. Het programma wordt hiervoor nagesynchroniseerd in het Nederlands. De serie telt in totaal 222 afleveringen, verspreid over 4 seizoenen.
De serie staat onder andere bekend om de vele muzikale nummers die in vrijwel elke aflevering voorkomen. Het succes van de televisieserie heeft ervoor gezorgd dat de franchise uitgebreid werd met speelgoed, Wii- en DS-games en een film.

## Verhaal
De serie draait om de uiterst creatieve stiefbroertjes Phineas en Ferb. Het is zomervakantie, dus de twee hebben een hoop vrije tijd over. Elke dag verzinnen ze wel weer iets nieuws om de dag mee te vullen, zodat verveling nooit optreedt. Onder hun acties vallen onder andere het bouwen van achtbanen in hun achtertuin, het vinden van een mummie, de Eiffeltoren beklimmen. Hun zus Candace daarentegen, is het stereotype van een tienermeisje, en is totaal niet blij met de creatieve ideeën van haar broertjes. Candace probeert dan ook in vrijwel elke aflevering haar moeder zover te krijgen dat ze komt kijken naar de streken van Phineas en Ferb, om de ideeën van de jongens een halt toe te roepen. Echter, wanneer moeder eindelijk aan Candace' geklik toegeeft en naar huis gaat om de situatie zelf te beoordelen, blijkt zodra ze arriveert de creatie van Phineas en Ferb reeds te zijn verdwenen en duidt niets er meer op dat de twee een fractie eerder nog bezig waren met (uiteraard door moeder verboden) activiteiten.
Phineas en Ferb hebben een vogelbekdier genaamd Perry als huisdier. Hij is buiten hun weten om in werkelijkheid een geheim agent. Het is zijn taak om de duistere praktijken van de gemene Dr. Doofenshmirtz een halt toe te roepen. In elke aflevering komt naast de primaire verhaallijn over de plannen van Phineas en Ferb ook een tweede verhaallijn voor over Perry's gevecht met Dr. Doofenshmirtz. De twee verhaallijnen zijn met elkaar vervlochten, waardoor gebeurtenissen uit de ene verhaallijn van invloed zijn op de andere. Aan het einde van een aflevering komt Perry plotseling weer opduiken als huisdier, zonder zijn karakteristieke hoed. De kwade machines die Dr. Doofenshmirtz gebouwd heeft, zijn vaak de oorzaak van het feit dat de plannen van Phineas en Ferb niet gezien worden door hun moeder.
Veel van de humor in de serie draait om running gags zoals Candace’s pogingen om Phineas en Ferb te ontmaskeren en de vaak bizarre plannen van Dr. Doofenshmirtz.

### Vaste formule
Veel afleveringen (vooral afleveringen uit het eerste seizoen) hebben dezelfde volgorde met steeds dezelfde uitspraken:
- Moeder gaat weg.
- Phineas zegt tegen Ferb: "Hé, ik weet wat we gaan doen vandaag!"
- Isabella vraagt Phineas: "Wat doe je?" (met de lange "oeoeoe"), waarop Phineas antwoordt: "Oh hoi Isabella, we..."
- Phineas (of iemand anders) vraagt: "Hé, waar is Perry?"
- Perry wordt een geheim agent, gaat door een geheime doorgang en krijgt zijn opdracht van Majoor Monogram: "Zoek uit wat hij van plan is en hou hem tegen!"
- Phineas en Ferb krijgen de spullen voor hun gekke plan.
- De leverancier vraagt: "Zijn jullie hier niet wat te jong voor?", met als antwoord: "Ja, ja dat klopt."
- Perry komt op spectaculaire wijze binnen in het huis Dr. Doofenshmirtz en wordt direct gevangengenomen.
- Dr. Doofenshmirtz vertelt Perry zijn plan en onthult zijn uitvinding, waarvan de naam bijna altijd eindigt met "-inator".
- Candace belt haar moeder om haar broers te verklikken, maar de moeder wil Candace niet geloven
- Perry verslaat Dr. Doofenshmirtz.
- Dr. Doofenshmirtz schreeuwt: "Ik vervloek je / Ik haat je, Perry het vogelbekdier!"
- De uitvinding of actie van Phineas en Ferb verdwijnt, meestal door de uitvinding van Doofenshmirtz.
- De moeder komt thuis, maar er is niets meer te zien en ze vraagt of de kinderen wat lekkers willen.
- Perry keert terug van zijn missie, waarop Phineas zegt: "O, daar ben je, Perry!"
- Vlak voor het eind van de aflevering zegt Ferb nog iets onzinnigs.

## Rolverdeling

### Engelstalige stemacteurs
- Vincent Martella - Phineas Flynn
- Thomas Sangster - Ferb Fletcher
- Ashley Tisdale - Candace Flynn
- Alyson Stoner - Isabella
- Mitchel Musso - Jeremy Johnson
- Jeff "Swampy" Marsh - Major Monogram
- Dan Povenmire - Doctor Doofenshmirtz
- Richard O'Brien - Daddy
- Caroline Rhea - Mommy
- Dee Bradley Baker - Perry the Platypus
- Maulik Pancholy - Baljeet
- Kelly Hu - Stacy
- Olivia Olson - Vanessa Doofensmirtz
- Malcolm McDowell - Grandpa Reginald "Reg" Fletcher

### Nederlandse stemacteurs
- Victor Peeters - Phineas Flynn
- Quinten Schout - Ferb Fletcher (seizoen 1 aflevering 1 t/m 10)
- Sander van der Poel - Ferb Fletcher (seizoen 1- aflevering 11, verder) / Jeremy Johnson (rest seizoen 1-)
- Lizemijn Libgott - Candace Flynn / Baljeet Patel (rest seizoen 3, verder) / Suzy Johnson" / zangstem Isabella Garcia-Shapiro
- Vivian van Huiden - Isabella Garcia-Shapiro
- Nadir Hajjour - Baljeet Patel (seizoen 1 en 2)
- Rob van de Meeberg - Majoor Francis Monogram
- Bob van der Houven - Dokter Heinz Doofenshmirtz / Roger Doofenshmirtz
- Fred Meijer - Vader Lawrence Fletcher / Opa Reginald "Reg" Fletcher / Norm (1 aflevering)
- Carolina Mout - Moeder Linda Flynn (seizoen 1, deels seizoen 2)
- Edna Kalb - Moeder Linda Flynn (rest seizoen 2-)
- Donna van Engelen - Stacy Hirano (deels seizoen 1) / Vanessa Doofenshmirtz (deels seizoen 1)
- Chantal van de Steeg - Stacy Hirano (rest seizoen 1-) / Vanessa Doofenshmirtz (rest seizoen 1-)
- Marcel Veenendaal - Kees (seizoen 1, deels seizoen 2)
- Finn Poncin - Kees (deels seizoen 2-) / Norm
- Tom Cornelissen - Buford van Stomm (deels seizoen 1)
- Daan Loenen - Buford van Stomm (rest seizoen 1, deels seizoen 3)
- Trevor Reekers - Buford van Stomm (rest seizoen 3-)

Overige stemmen werden ingesproken door onder anderen Ewout Eggink, Rogier Komproe, Frans Limburg, Hilde de Mildt, Finn Poncin, Franky Rampen, Anneke Beukman, Jan Nonhof, Edward Reekers, Melody Reekers, Olaf Wijnants, Reinder van der Naalt, Sander de Heer, Paul Disbergen, Paula Majoor, Donna Vrijhof, Rolf Koster, Jeffrey Oudshoorn, Lisa Boray, Han van Eijk, Florus van Rooijen, Marjolein Spijkers, Marcel Jonker, Marcel Kuijer, Boyan van der Heijden, Pim Koopman, Pim Roos, Leon Ruben Wiedijk, Marloes van den Heuvel, Ingrid Simons, Sita Manichand, Laura Vlasblom en Jannemien Cnossen. De dialogen en zang werden vertaald door Armand Jonker, Veronique Overeijnder, Hella Koffeman en Hans Cassa en geregisseerd door Bob van der Houven. De Nederlandse nasynchronisatie werd verzorgd door SDI Media The Netherlands, inmiddels gefuseerd met Iyuno.

## Geschiedenis

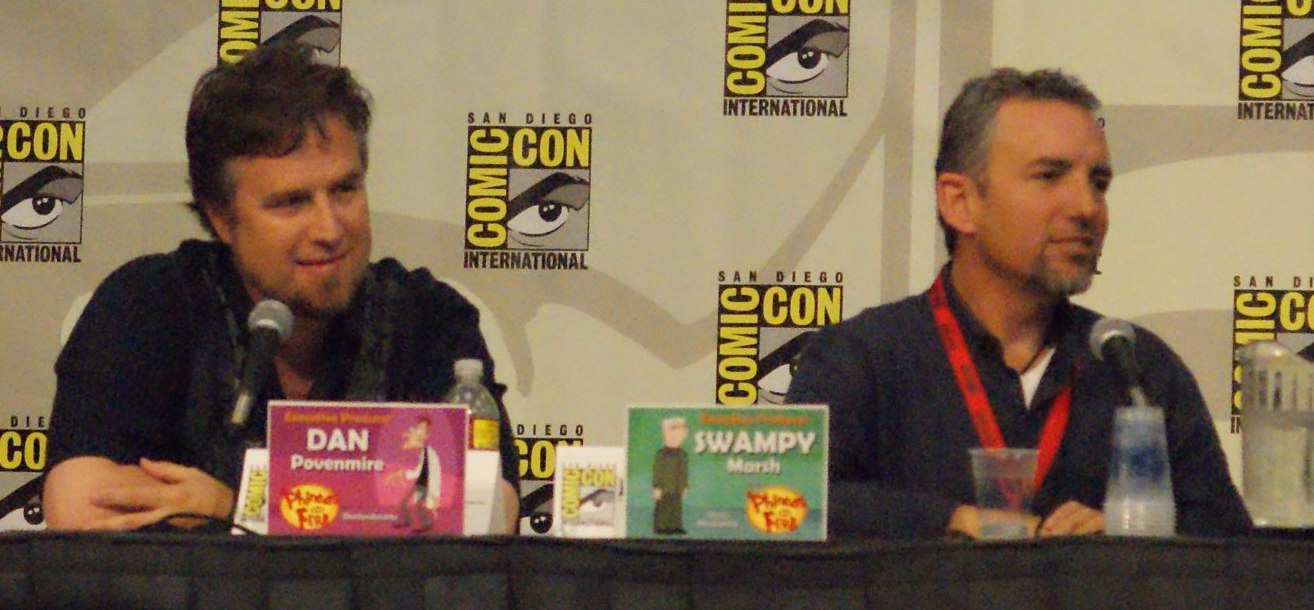
Phineas en Ferb bedenkers Dan Povenmire en Jeff "Swampy" Marsh in 2009.

Phineas en Ferb is een coproductie van Dan Povenmire en Jeff "Swampy" Marsh. De twee kenden elkaar van The Simpsons en werkten ook samen aan de Nickelodeon-serie Rocko's Modern Life. Tijdens het werken aan deze serie maakten ze al plannen om een eigen serie te bedenken. Dit plan kwam in een stroomversnelling toen Povenmire op een avond in een restaurant een schets maakte van een personage dat de basis vormde voor Phineas. Povenmire wilde dat de twee hoofdpersonages een duidelijk herkenbare, geometrische vorm zouden hebben, vergelijkbaar met veel personages uit de cartoons van Tex Avery. Marsh en Povenmire besloten tevens dat de serie een aantal vaste, steeds terugkerende kenmerken moest krijgen, zoals in bijna elke aflevering een lied en een actiescène.
Povenmire en Marsh gebruikten allebei ervaringen uit hun jeugd als inspiratie voor de serie. Povenmire mocht vroeger van zijn moeder nooit een dag van de zomervakantie verspillen, en was daarom altijd in de weer met zelfbedachte spelletjes en projecten zoals het maken van een eigen film. Marsh kwam uit een gemengde familie. Deze elementen zijn allemaal terug te vinden in Phineas en Ferb.
De eerste pogingen van het duo om hun serie te verkopen aan een studio mislukten. Onder andere Cartoon Network en Fox Kids werden benaderd, maar zij vonden het idee te complex. Bovendien dwongen andere werkzaamheden hen om tijdelijk hun eigen weg te gaan. Povenmire ging voor FOX werken aan Family Guy, terwijl Marsh naar Londen vertrok om te werken aan series als Postman Pat en Bounty Hamster. Ze hielden wel contact.
Na 16 jaar slaagden Povenmire en Marsh erin om hun idee te verkopen aan Disney. Povenmire was aanvankelijk bang dat Disney hem ook zou weigeren vanwege het feit dat hij aan Family Guy mee had gewerkt (een serie gericht op volwassenen, terwijl Disney kinderen als doelgroep heeft), maar tot zijn eigen verbazing gaf Disney hem en Marsh toestemming een
pilotaflevering te maken. Deze pilot bleek voor Disney goed genoeg om in 2006 de serie groen licht te geven.

## Productie
De serie telt vier vaste schrijvers. Elke aflevering kent strikte richtlijnen. Felle kleuren maken een vast onderdeel uit van de serie. Het tekenwerk wordt grotendeels gedaan in Rough Draft Studios in Zuid-Korea, Wang Film Productions in Taiwan en Synergy Animation en Hong Ying Animation in Shanghai. Povenmire neemt de regie omtrent de productie voor het grootste deel op zich, samen met Zac Moncrief.

## Muziek
In bijna iedere aflevering van Phineas en Ferb komt een liedje voor dat door Phineas, Ferb of een van de andere karakters gezongen wordt. Vaak zijn dit vrolijke nummers die de sfeer en dynamiek van de aflevering benadrukken. De soundtrack is geschreven door Bowling for Soup. De titelsong van de serie werd in 2008 genomineerd voor een Emmy Award.

#### Soundtrack
Op 6 april 2011 kwam er cd met van de soundtrack uit met 26 Nederlandstalige liedjes uit de serie. Het album kwam op 16 april 2011 op nummer 23 binnen in de Nederlandse Album Top 100.

#### Hitnotering

##### NederlandseAlbum Top 100
| Hitnotering (Week 1 t/m 15) : 16-04-2011 t/m 23-07-2011 Hitnotering: (Week 16) 20-08-2011 Hitnotering: (Week 17) 22-10-2011 Hitnotering: (Week 18 t/m 19) 12-11-2011 t/m 19-11-2011 | Hitnotering (Week 1 t/m 15) : 16-04-2011 t/m 23-07-2011 Hitnotering: (Week 16) 20-08-2011 Hitnotering: (Week 17) 22-10-2011 Hitnotering: (Week 18 t/m 19) 12-11-2011 t/m 19-11-2011 | Hitnotering (Week 1 t/m 15) : 16-04-2011 t/m 23-07-2011 Hitnotering: (Week 16) 20-08-2011 Hitnotering: (Week 17) 22-10-2011 Hitnotering: (Week 18 t/m 19) 12-11-2011 t/m 19-11-2011 | Hitnotering (Week 1 t/m 15) : 16-04-2011 t/m 23-07-2011 Hitnotering: (Week 16) 20-08-2011 Hitnotering: (Week 17) 22-10-2011 Hitnotering: (Week 18 t/m 19) 12-11-2011 t/m 19-11-2011 | Hitnotering (Week 1 t/m 15) : 16-04-2011 t/m 23-07-2011 Hitnotering: (Week 16) 20-08-2011 Hitnotering: (Week 17) 22-10-2011 Hitnotering: (Week 18 t/m 19) 12-11-2011 t/m 19-11-2011 | Hitnotering (Week 1 t/m 15) : 16-04-2011 t/m 23-07-2011 Hitnotering: (Week 16) 20-08-2011 Hitnotering: (Week 17) 22-10-2011 Hitnotering: (Week 18 t/m 19) 12-11-2011 t/m 19-11-2011 | Hitnotering (Week 1 t/m 15) : 16-04-2011 t/m 23-07-2011 Hitnotering: (Week 16) 20-08-2011 Hitnotering: (Week 17) 22-10-2011 Hitnotering: (Week 18 t/m 19) 12-11-2011 t/m 19-11-2011 | Hitnotering (Week 1 t/m 15) : 16-04-2011 t/m 23-07-2011 Hitnotering: (Week 16) 20-08-2011 Hitnotering: (Week 17) 22-10-2011 Hitnotering: (Week 18 t/m 19) 12-11-2011 t/m 19-11-2011 | Hitnotering (Week 1 t/m 15) : 16-04-2011 t/m 23-07-2011 Hitnotering: (Week 16) 20-08-2011 Hitnotering: (Week 17) 22-10-2011 Hitnotering: (Week 18 t/m 19) 12-11-2011 t/m 19-11-2011 | Hitnotering (Week 1 t/m 15) : 16-04-2011 t/m 23-07-2011 Hitnotering: (Week 16) 20-08-2011 Hitnotering: (Week 17) 22-10-2011 Hitnotering: (Week 18 t/m 19) 12-11-2011 t/m 19-11-2011 | Hitnotering (Week 1 t/m 15) : 16-04-2011 t/m 23-07-2011 Hitnotering: (Week 16) 20-08-2011 Hitnotering: (Week 17) 22-10-2011 Hitnotering: (Week 18 t/m 19) 12-11-2011 t/m 19-11-2011 | Hitnotering (Week 1 t/m 15) : 16-04-2011 t/m 23-07-2011 Hitnotering: (Week 16) 20-08-2011 Hitnotering: (Week 17) 22-10-2011 Hitnotering: (Week 18 t/m 19) 12-11-2011 t/m 19-11-2011 | Hitnotering (Week 1 t/m 15) : 16-04-2011 t/m 23-07-2011 Hitnotering: (Week 16) 20-08-2011 Hitnotering: (Week 17) 22-10-2011 Hitnotering: (Week 18 t/m 19) 12-11-2011 t/m 19-11-2011 | Hitnotering (Week 1 t/m 15) : 16-04-2011 t/m 23-07-2011 Hitnotering: (Week 16) 20-08-2011 Hitnotering: (Week 17) 22-10-2011 Hitnotering: (Week 18 t/m 19) 12-11-2011 t/m 19-11-2011 | Hitnotering (Week 1 t/m 15) : 16-04-2011 t/m 23-07-2011 Hitnotering: (Week 16) 20-08-2011 Hitnotering: (Week 17) 22-10-2011 Hitnotering: (Week 18 t/m 19) 12-11-2011 t/m 19-11-2011 | Hitnotering (Week 1 t/m 15) : 16-04-2011 t/m 23-07-2011 Hitnotering: (Week 16) 20-08-2011 Hitnotering: (Week 17) 22-10-2011 Hitnotering: (Week 18 t/m 19) 12-11-2011 t/m 19-11-2011 | Hitnotering (Week 1 t/m 15) : 16-04-2011 t/m 23-07-2011 Hitnotering: (Week 16) 20-08-2011 Hitnotering: (Week 17) 22-10-2011 Hitnotering: (Week 18 t/m 19) 12-11-2011 t/m 19-11-2011 | Hitnotering (Week 1 t/m 15) : 16-04-2011 t/m 23-07-2011 Hitnotering: (Week 16) 20-08-2011 Hitnotering: (Week 17) 22-10-2011 Hitnotering: (Week 18 t/m 19) 12-11-2011 t/m 19-11-2011 | Hitnotering (Week 1 t/m 15) : 16-04-2011 t/m 23-07-2011 Hitnotering: (Week 16) 20-08-2011 Hitnotering: (Week 17) 22-10-2011 Hitnotering: (Week 18 t/m 19) 12-11-2011 t/m 19-11-2011 | Hitnotering (Week 1 t/m 15) : 16-04-2011 t/m 23-07-2011 Hitnotering: (Week 16) 20-08-2011 Hitnotering: (Week 17) 22-10-2011 Hitnotering: (Week 18 t/m 19) 12-11-2011 t/m 19-11-2011 | Hitnotering (Week 1 t/m 15) : 16-04-2011 t/m 23-07-2011 Hitnotering: (Week 16) 20-08-2011 Hitnotering: (Week 17) 22-10-2011 Hitnotering: (Week 18 t/m 19) 12-11-2011 t/m 19-11-2011 | Hitnotering (Week 1 t/m 15) : 16-04-2011 t/m 23-07-2011 Hitnotering: (Week 16) 20-08-2011 Hitnotering: (Week 17) 22-10-2011 Hitnotering: (Week 18 t/m 19) 12-11-2011 t/m 19-11-2011 | Hitnotering (Week 1 t/m 15) : 16-04-2011 t/m 23-07-2011 Hitnotering: (Week 16) 20-08-2011 Hitnotering: (Week 17) 22-10-2011 Hitnotering: (Week 18 t/m 19) 12-11-2011 t/m 19-11-2011 | Hitnotering (Week 1 t/m 15) : 16-04-2011 t/m 23-07-2011 Hitnotering: (Week 16) 20-08-2011 Hitnotering: (Week 17) 22-10-2011 Hitnotering: (Week 18 t/m 19) 12-11-2011 t/m 19-11-2011 |
| Week: | 1 | 2 | 3 | 4 | 5 | 6 | 7 | 8 | 9 | 10 | 11 | 12 | 13 | 14 | 15 | | 16 | | 17 | | 18 | 19 | |
| --- | --- | --- | --- | --- | --- | --- | --- | --- | --- | --- | --- | --- | --- | --- | --- | --- | --- | --- | --- | --- | --- | --- | --- |
| Positie: | 23 | 16 | 17 | 25 | 43 | 34 | 56 | 54 | 63 | 76 | 77 | 73 | 65 | 97 | 79 | uit | 94 | uit | 95 | uit | 100 | 84 | uit |

##### VlaamseUltratop 100Albums
| Hitnotering: 07-05-2011 | Hitnotering: 07-05-2011 | Hitnotering: 07-05-2011 |
| Week:                   | 1                       |                         |
| ----------------------- | ----------------------- | ----------------------- |
| Positie:                | 89                      | uit                     |

## Afleveringen

### Seizoenenoverzicht
| Seizoenen | Afleveringen | Uitzenddatum (VS) | Uitzenddatum (VS) | Uitzenddatum (NL/BE) | Uitzenddatum (NL/BE) |
| Seizoenen | Afleveringen | Eerste            | Laatste           | Eerste               | Laatste              |
| --------- | ------------ | ----------------- | ----------------- | -------------------- | -------------------- |
| 1         | 47           | 17 augustus 2007  | 20 maart 2009     | 13 oktober 2008      | zomer 2009           |
| 2         | 65           | 19 februari 2009  | 7 maart 2011      | 28 september 2009    | 30 juni 2011         |
| 3         | 62           | 4 maart 2011      | 30 november 2012  | 7 november 2011      | 16 juni 2013         |
| 4         | 48           | 7 december 2012   | 12 juni 2015      | 7 september 2013     | 25 juli 2015         |
| 5         | 48           | 7 mei 2025        | TBA               | 2025                 | TBA                  |
| Film      | 1            | 5 augustus 2011   | 5 augustus 2011   | 20 november 2011     | 20 november 2011     |
| Special   | 1            | 9 november 2015   | 9 november 2015   | 1 januari 2016       | 1 januari 2016       |

## Media

### Specials
- Phineas en Ferb: De Zomer is van jou!
- Phineas en Ferb Cliptastische Top Tien
- Phineas en Ferb's Kerstvakantie
- Phineas and Ferb: Mission Marvel
- Phineas and Ferb: Star Wars

### Films
In augustus 2011 verscheen de televisiefilm Phineas and Ferb the Movie: Dwars door de 2de dimensie. De film werd op 3 maart 2010 in een Disney persbericht aangekondigd. Op de Comic-Con 2010 konden bezoekers al een klein deel zien van de film, en daar werd de definitieve titel aangekondigd: Phineas and Ferb: Across the Second Dimension in Fabulous 2D. Phineas en Ferb ontdekken in de film dat Perry een geheim agent is en beslissen samen te werken met hem en zo Dr. Doofenshmirtz uit een parallelle dimensie die veel sluwer en dreigender is dan zijn tegenhanger uit hun eigen dimensie.
Op 11 januari 2011 werd bekendgemaakt dat een bioscoopfilm gebaseerd op de serie op de planning stond. De film zou oorspronkelijk in juli 2013 uitkomen en zou een combinatie worden van live-action en animatie. In oktober 2012 verplaatste Disney de releasedatum naar 2014 en in augustus 2013 werd de film van de planning gehaald.
De animatiefilm Phineas and Ferb the Movie: Candace Against the Universe is vanaf 28 augustus 2020 te zien op Disney+.

### Spin-offs
- Take Two with Phineas and Ferb: een praatprogramma waarin Phineas en Ferb beroemdheden interviewen.
- Een mogelijke spin-off over Isabella en de Kampvuurmeisjes staat sinds juni 2010 op de planning, maar is tot nu toe niet van de grond gekomen.[4]
- Er bestaat een musical gebaseerd op de serie getitel Phineas and Ferb: The Best LIVE Tour Ever.

## Prijzen en nominaties
| Prijs | Uitslag     |
| 2009 British Academy Children's Awards                                                                                          |             |
| Best TV | Genomineerd |
| 2009 Emmy Awards: |             |
| Outstanding Special Class - Short-format Animated Programs                                                                      | Genomineerd |
| 2009 Pulcinella Awards: |             |
| Special Mention — Best Flash Animation                                                                                          | Gewonnen    |
| 2009 Pulcinella Awards: |             |
| Best TV Series for Kids | Gewonnen    |
| 2009 Annie Awards: |             |
| Best Animated Television Program                                                                                                | Genomineerd |
| 2009 Kids Choice Awards: |             |
| Favorite Cartoon | Genomineerd |
| 2008 British Academy Children's Awards                                                                                          |             |
| Best International | Genomineerd |
| 2008 Emmy Awards: |             |
| Outstanding Original Main Title Theme Music (for "Today Is Gonna Be a Great Day")                                               | Genomineerd |
| Outstanding Original Music and Lyrics (for "I Ain't Got Rhythm" from the episode "Dude, We're Getting the Band Back Together!") | Genomineerd |
| 2010 Kids Choice Awards: |             |
| Favorite Cartoon | Genomineerd |
| 2011 Kids Choice Awards: |             |
| Favorite Cartoon | Genomineerd |
| 2012 Kids Choice Awards: |             |
| Favorite Cartoon | Genomineerd |